# Société de tramways à vapeur de Tours à Vouvray

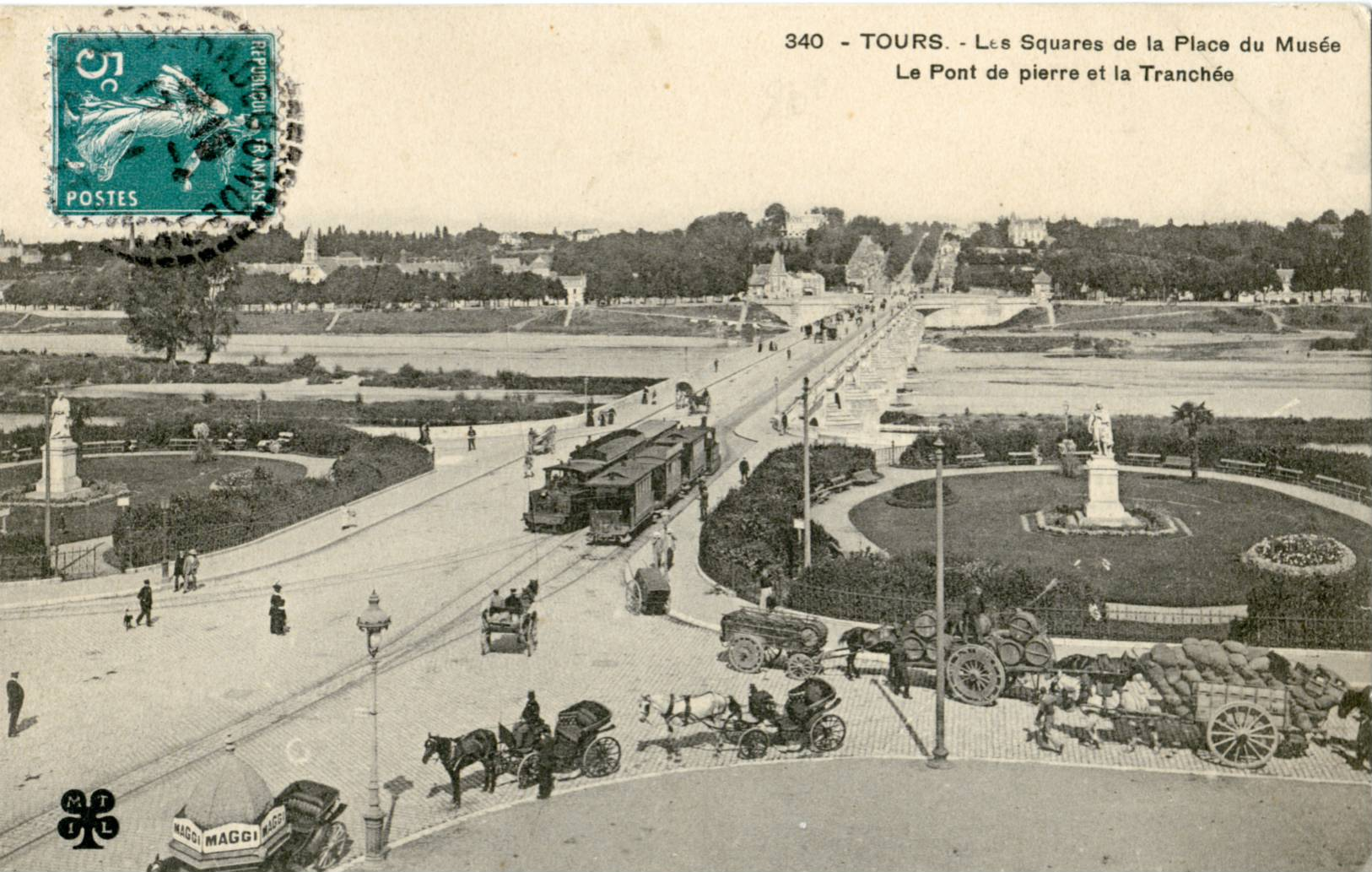
Tramways sur l'évitement d'entrée du pont Wilson

La Société de tramways à vapeur de Tours à Vouvray est créée en 1891, pour  exploiter un tramway entre ces deux villes. La Société récupère la concession attribuée initialement à monsieur Davenat et transmise en 1887 à monsieur Brulé, fondateur de la Société du tramway. 

## Histoire
Le tramway est mis en service le 16 septembre 1889. 
La ligne a une longueur de 9,3 km. Elle a pour origine la place Anatole-France à Tours, franchit la Loire sur le pont de Pierre puis longe la rive droite jusqu'à Vouvray. Il existe un tronc commun avec le réseau des tramways à chevaux de la CGFT.
L'exploitation se fait à l'aide de la traction mécanique (automotrices système Rowan à vapeur).
La Société de tramways à vapeur de Tours à Vouvray confie l'exploitation de son tramway à la Compagnie des tramways de Tours en 1898. Cette dernière transforme la ligne à l'écartement métrique et l'électrifie.
La Société de tramways à vapeur de Tours à Vouvray sera absorbée par la CTT dans les années 1940.

## Matériel roulant
- Automotrices Rowan [4]